# 圣苏利娜
圣苏利娜（法語：Sainte-Souline，法語發音：[sɛ̃t sulin]）是法国夏朗德省的一个市镇，属于干邑区。

## 地理
圣苏利娜（45°22'46"N, 0°0'59"W）面积7.32 平方千米，位于法国新阿基坦大区夏朗德省，该省份为法国西部内陆省份，北起德塞夫勒省和维埃纳省，东临上维埃纳省，东南至多尔多涅省，南至多爾多涅省，西接滨海夏朗德省。
与圣苏利娜接壤的市镇（或旧市镇、城区）包括：贝尔讷伊、沙蒂尼亚克、帕西拉克、普利尼亚克、圣费利。

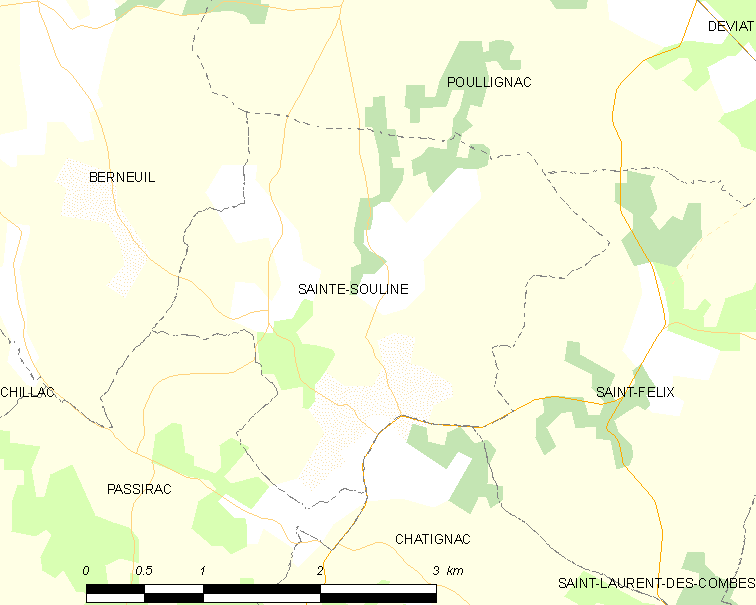
圣苏利娜的OSM定位图

圣苏利娜的时区为UTC+01:00、UTC+02:00（夏令时）。

## 行政
圣苏利娜的邮政编码为16480，INSEE市镇编码为16354。

## 政治
圣苏利娜所属的省级选区为夏朗德南县。

## 人口

1962-2008年间圣苏利娜人口变化图示

圣苏利娜于2022年1月1日时的人口数量为116人。